# أكسجيناز
أكسجيناز (بالإنجليزية: oxygenase)‏ هو أي إنزيم يقوم بتفاعل أكسدة ركيزة ما من خلال تحويل الأكسجين الجزيئي O2 إلى بنية الركيزة. تعد إنزيمات الأكسجيناز إحدى أصناف إنزيمات أكسدة-اختزال، ويرمز لها حسب رقم التصنيف الإنزيمي EC 1.13 (أحادي أكسجيناز) أو EC 1.14 (ثنائي أكسجيناز).

## التاريخ
اكتشفت إنزيمات الأكسجيناز سنة 1955 بوقت متزامن من مجموعتي بحث، واحدة في اليابان بقيادة Osamu Hayaishi (أوسامو هاياشي)، والأخرى في الولايات المتحدة الأمريكية بقيادة Howard S. Mason (هاوارد ماسون).

## الأنماط
هناك نمطين من إنزيمات الأكسجيناز:
- مونوأكسجيناز (أحادي أكسجيناز): ويقوم بتحويل ذرة أكسجين واحدة إلى الركيزة، في حين أنه يختزل ذرة الأكسجين الأخرى إلى ماء، بالتالي يعد من إنزيمات أكسيداز مختلط الوظيفة mixed function oxidase.
- دي أكسيجيناز (ثنائي أكسجيناز): ويعمل على إدماج كل من ذرتي الأكسجين في الركيزة، بالتالي يعد من إنزيمات ناقل الأكسجين oxygen transferase.